# Wild West Days
Wild West Days é um seriado estadunidense de 1937, gênero faroeste, dirigido por Ford Beebe e Clifford Smith, em 13 capítulos, estrelado por Johnny Mack Brown, George Shelley, Lynn Gilbert e Walter Miller. O seriado foi produzido e distribuído pela Universal Pictures, e veiculou nos cinemas estadunidenses a partir de 5 de julho de 1937.
Baseado no romance western  Saint Johnson, de W. R. Burnett, foi o 103º entre os 137 seriados da Universal, e o 35º sonoro. Em 1953, a Universal faria uma nova versão do livro de Burnett, de 80 minutos, com o título Law and Order (Com a Lei e a Ordem), estrelada por Ronald Reagan.

## Sinopse
Larry e Lucy Munro são donos de uma mina de ouro. O policial aposentado Kentucky Wade e seus três amigos, Mike Morales, “Dude” Hanford e “Trigger” Benton vão a Brimstone para ajudar seus amigos Larry Munro e sua irmã, Lucy, em sua luta para manter o controle da mina. Doc Hardy, um velho amigo, se junta a eles em seus esforços para manter Matt Keeler, o proprietário do jornal "The Brimstone News" longe do controle da propriedade de Munro. Keller emprega uma legião de capangas e vai atrás de Red Hatchet e sua tribo, para que eles também entrem na briga contra Munro e seus amigos.

## Elenco
- Johnny Mack Brown … Kentucky Wade
- George Shelley … Dude Hanford
- Lynn Gilbert … Lucy Munro
- Frank Yaconelli … Mike Morales
- Bob Kortman … Trigger Benton
- Russell Simpson … Matt Keeler, vilão editor do The Brimstone News e membro do Secret Seven
- Walter Miller … Doc Hardy
- Charles Stevens … Buckskin Frank
- Frank McGlynn Jr. … Larry Munro
- Francis McDonald … Assayer Purvis, membro do Secret Seven
- Al Bridge … Steve Claggett
- Chief Thunderbird … Chefe Red Hatchet
- Robert McClung … Harmonica Kid
- Edward LeSaint … Xerife
- Joseph W. Girard … Juiz Lawrence
- William Desmond ... homem da cidade (não-creditado)
- Monte Montague … Atendente do bar (não-creditado)
- Buck Connors.[4] Jack (não-creditado)
- Jay Wilsey.[5] Capanga/ Homem na cidade (não-creditado)

## Produção
Este seriado foi baseado no romance "Saint Johnson", de William R. Burnett. No entanto, o personagem principal do seriado é Kentucky Wade, ao invés de Saint Johnson, do romance inicial.

## Capítulos
1. Death Rides the Range
2. The Redskins' Revenge
3. The Brink of Doom
4. The Indians Are Coming
5. The Leap for Life
6. Death Stalks the Plains
7. Six Gun Law
8. The Gold Stampede
9. Walls of Fire
10. The Circle of Doom
11. The Thundering Herd
12. Rustlers and Redskins
13. The Rustlers' Roundup

Fonte:

## Seriado no Brasil
Wild West Days, sob o título Perturbadores dos Prados, foi aprovado pela censura brasileira, de acordo com o Diário Oficial da União, em 11 de novembro de 1937, sendo portanto provável que o seriado tenha estreado entre 1937 e 1938.